# Rue Jules-César
Pour les articles homonymes, voir Jules César (homonymie).
La rue Jules-César est une voie située dans le quartier des Quinze-Vingts du 12e arrondissement de Paris.

## Situation et accès

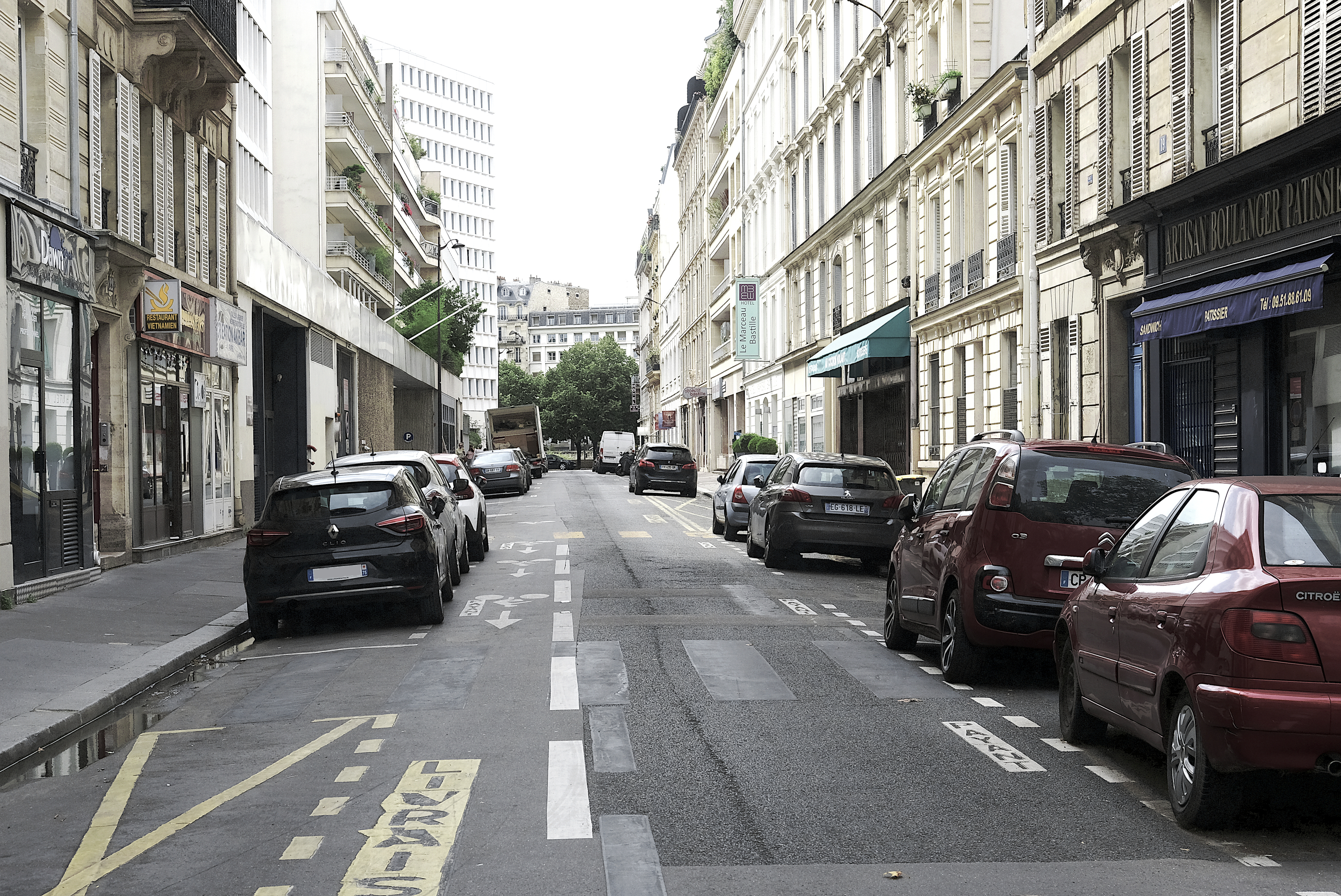
La rue Jules-César vue depuis la rue de Lyon.

La rue Jules-César est accessible à proximité par les lignes de métro 5 à la station Quai de la Rapée et 1 à la station Bastille.

## Origine du nom

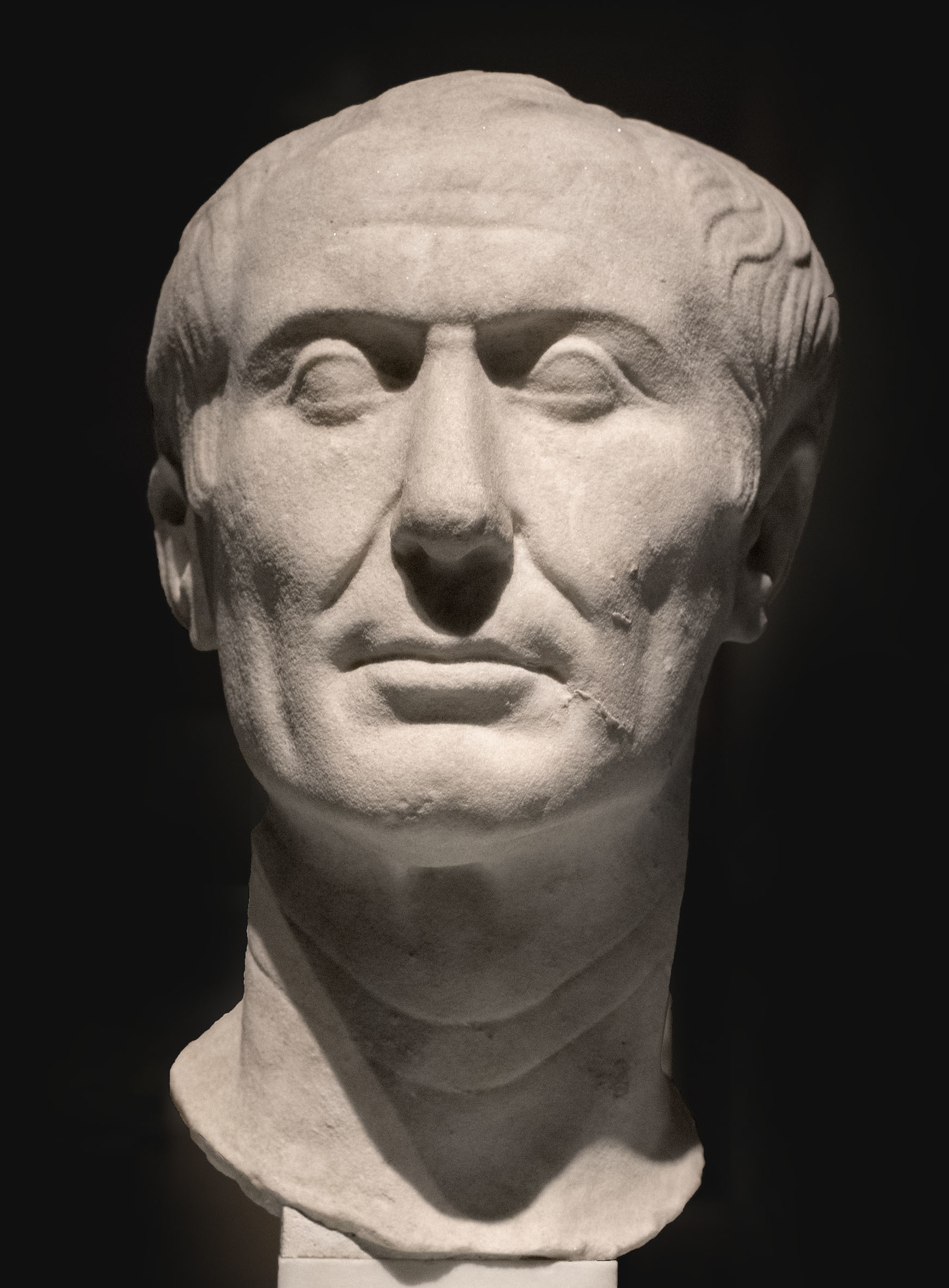
Jules César.

Cette rue est dénommée en l'honneur de Jules César (100-44 avant Jésus-Christ) général et homme politique romain ; elle prit ce nom parce qu'elle fut ouverte au moment où paraissait l'ouvrage Histoire de Jules César, de Napoléon III.

## Historique
Cette rue a été ouverte en 1869 sur l'emplacement des anciennes Arènes nationales, un vaste lieu de spectacles en plein air dont l'architecture rappelait les monuments de la Rome antique.

## Bâtiments remarquables et lieux de mémoire
- La rue débouche sur le bassin de l'Arsenal.
- La rue abrite les locaux de l'Association spirituelle de l'Église de scientologie d'Île-de-France.